# 博德勒维尔
博德勒维尔（法語：Baudreville，法語發音：[bodʁəvil]）是法国厄尔-卢瓦省的一个市镇，属于沙特尔区。

## 地理
博德勒维尔（48°19'54"N, 1°54'19"E）面积13.03 平方千米，位于法国中央-卢瓦尔河谷大区厄尔-卢瓦省，该省份为法国北部内陆省份，北起顺时针与厄尔省、伊夫林省、埃松省、卢瓦雷省、卢瓦-谢尔省、萨尔特省和奧恩省接壤。
与博德勒维尔接壤的市镇（或旧市镇、城区）包括：阿尔德吕、沙特奈、戈梅维尔。

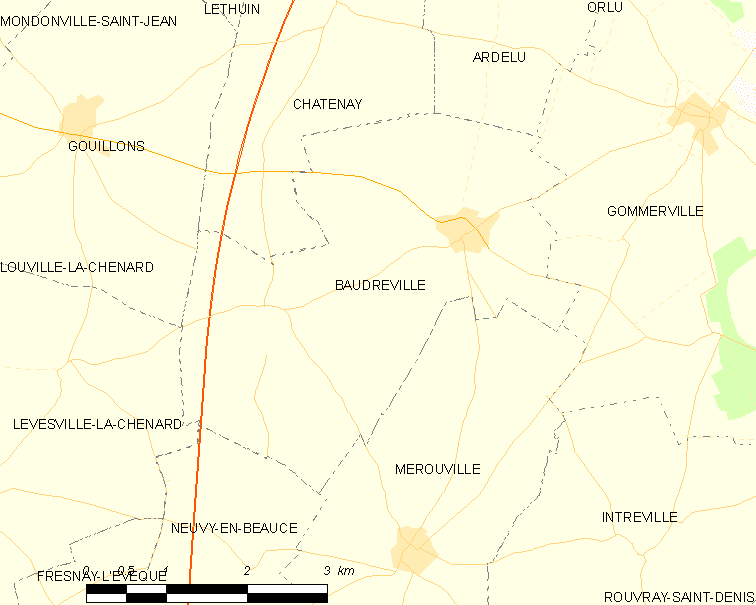
博德勒维尔的OSM定位图

博德勒维尔的时区为UTC+01:00、UTC+02:00（夏令时）。

## 行政
博德勒维尔的邮政编码为28310，INSEE市镇编码为28026。

## 政治
博德勒维尔所属的省级选区为莱维拉日沃韦安县。

## 人口

1962-2008年间博德勒维尔人口变化图示

博德勒维尔于2022年1月1日时的人口数量为239人。